# Pulsatricini
I Pulsatricini Wink et al., 2008 sono una tribù degli Striginae, presenti in Centro e Sud America.

## Tassonomia
Comprende i seguenti generi:
- Lophostrix Lesson, 1836
- Pulsatrix Kaup, 1848